# (4756) Asaramas
(4756) Asaramas est un astéroïde de la ceinture principale.

## Description
(4756) Asaramas est un astéroïde de la ceinture principale. Il fut découvert le 21 avril 1950 à La Plata par l'Observatoire de La Plata. Il présente une orbite caractérisée par un demi-grand axe de 3,02 UA, une excentricité de 0,06 et une inclinaison de 9,2° par rapport à l'écliptique.

## Compléments